# Tiểu Cao Câu Ly
Tiểu Cao Câu Ly (699 - 820) (소고구려, 小高句麗) là một nhà nước do những người tị nạn Cao Câu Ly lập ra. Vương quốc ban đầu được gọi là "Cao Ly" song về sau được các nhà sử học thêm chữ "Tiểu" để phân biệt với Cao Câu Ly, vốn cũng thường được gọi là "Cao Ly". "Cao Ly" cũng là tên của một triều đại khác trong lịch sử Triều Tiên.
Sau khi Tân La và nhà Đường liên minh để tiêu diệt Cao Câu Ly, bán đảo Liêu Đông một thời gian ngắn được triều Đường cai quản. Tuy nhiên, họ đã sớm mất quyền kiểm soát hiệu quả khu vực này do gặp phải những cuộc nổi dậy của những người Cao Câu Ly tị nạn, và khu vực đã trở thành một vùng đệm giữa nhà Đường và vương quốc Bột Hải. Mặc dù Tiểu Cao Câu Ly tự tuyên bố mình là một quốc gia độc lập, nhưng sau 121 năm tồn tại thì bị hợp nhất vào vương quốc Bột Hải, một nhà nước kế thừa của Cao Câu Ly.

## Thành lập
Năm 699, nhà Chu của Võ Tắc Thiên cử hoàng tử Cao Câu Ly trước đây là Cao Đức Vũ (Go Deokmu), con trai thứ ba của vua Cao Câu Ly cuối cùng là Bảo Tạng Vương (Bojang), đến bán đảo Liêu Đông, đặt cho ông tước hiệu "Triều Tiên vương" và đô úy một quận của An Đông đô hộ phủ. Giống như cha mình những năm 677-681 từng lập Đông Minh Thiên hội chống nhà Đường, Cao Đức Vũ lên kế hoạch nổi loạn chống lại nhà Chu và hồi sinh Cao Câu Ly. Cao Đức Vũ giết hết quan lại nhà Chu ở Liêu Đông rồi lên ngôi vua, hình thành vương quốc Tiểu Cao Câu Ly ở Liêu Đông chống đối nhà Chu.

## Phát triển

Bản đồ Tiểu Cao Câu Ly (màu xanh nhạt) của Cao Câu Ly vương Cao Đức Vũ (Go Deokmu) và nước Đại Chấn (màu xanh đậm) của Chấn vương Đại Tộ Vinh khi cùng nhau chống lại nhà Chu của Võ Tắc Thiên từ năm 699 đến năm 705.

Năm 700, theo Tân Đường thư, thấy Chấn vương Đại Tộ Vinh (Dae Joyoung) đang xây dựng nước Đại Chấn (Daejin) ở đông bắc Liêu Đông và Cao Câu Ly vương Cao Đức Vũ (Go Deokmu) lập quốc Tiểu Cao Câu Ly ở Liêu Đông, Võ hoàng phong cho Lý Giai Cố (李楷固) làm Yên Quốc công, ban quốc tính họ Võ cho Lý Giai Cố (gọi là Võ Giai Cố), rồi phái Võ Giai Cố dẫn 200.000 quân Chu tấn công Đại Tộ Vinh và Cao Đức Vũ bởi Võ Giai Cố biết rõ về Đại Tộ Vinh và Cao Đức Vũ. Yên Quốc công Võ Giai Cố chia quân cho Lạc Vũ Chỉnh tấn công biên giới Tiểu Cao Câu Ly rồi đích thân dẫn quân Chu tấn công các thành trì biên giới nước Đại Chấn. Chấn vương Đại Tộ Vinh dẫn quân đến hỗ trợ các thành trì chống quân Chu. Cao Câu Ly vương Cao Đức Vũ cũng dẫn quân đến biên giới giao tranh với quân đội nhà Chu của Lạc Vũ Chỉnh. Chấn vương Đại Tộ Vinh và Cao Câu Ly vương Cao Đức Vũ cùng Yên Quốc công Võ Giai Cố và Lạc Vũ Chỉnh kịch chiến với nhau ở bắc Liêu Đông và đông bắc Liêu Đông.
Năm 701, Cao Câu Ly vương Cao Đức Vũ (Go Deokmu) đánh tan quân đội nhà Chu của Lạc Vũ Chỉnh ở biên giới Tiểu Cao Câu Ly.
Năm 703, Yên Quốc công Võ Giai Cố và Lạc Vũ Chỉnh tiếp tục dẫn quân Chu tấn công Tiểu Cao Câu Ly của Cao Câu Ly vương Cao Đức Vũ (Go Deokmu) ở Liêu Đông nhưng lại thất bại, phải lui quân.
Từ năm 706 đến năm 707, Cao Đức Vũ sau đó đưa quân đánh chiếm lại các thành trì cũ của Cao Câu Ly) ở đông nam Liêu Đông - thuộc An Đông đô hộ phủ của nhà Đường. Thành Bình Nhưỡng cũng rơi vào tay Cao Câu Ly vương Cao Đức Vũ. Cao Đức Vũ sau đó thiết lập quan hệ hữu hảo với Đại Tộ Vinh của nước Đại Chấn vào năm 707.
Năm 732 vua Bột Hải Vũ Vương thân chinh dẫn bộ binh Bột Hải tiến đến Mã Đô Sơn (馬都山) tại Du Quan của nhà Đường (đời vua Đường Huyền Tông) và tiến hành đánh chiếm nhiều quận huyện của nhà Đường gần đó. Bột Hải Vũ Vương cho quân đi cướp phá thị trấn Matoushan (phía tây bắc Sơn Hải quan ngày nay), và giết chết 10.000 binh lính nhà Đường. Quân Bột Hải còn đột kích và cướp bóc biên giới nhà Đường dọc theo Liêu Hà và bờ biển của Tiểu Cao Câu Ly ở bán đảo Liêu Đông cũng bị quân Bột Hải đột kích.
Triều Đường sau đó phải trải qua một số khủng hoảng, đặc biệt là Loạn An Sử. Cùng với đó là áp lực từ vương quốc Bột Hải. Vương quốc Tiểu Cao Câu Ly được Cao Đức Vũ thành lập và trong thời gian tồn tại của nó, ông đóng vai trò là vua đầu tiên. Năm 756 nhân lúc Loạn An Sử đang làm điên đảo nhà Đường, Cao Câu Ly vương Cao Đức Vũ (khi đó đã gần 80 tuổi) phái quân đi đánh chiếm nhiều thành trì của nhà Đường (đời vua Đường Túc Tông) ở An Đông đô hộ phủ, mở rộng lãnh thổ cho Tiểu Cao Câu Ly.
Các Tiết độ sứ Bình Lư (nay thuộc Thái An, Sơn Đông, Trung Quốc) của nhà Đường như Lý Chính Kỷ (733 - 781), Lý Nạp (758 - 792), Lý Sư Cổ (778 - 806), Lý Sư Đạo (? - 819) đều là người gốc Tiểu Cao Câu Ly/Cao Ly này.

## Diệt vong
Một số sử gia cho rằng vương quốc Bột Hải (đời vua Bột Hải Tuyên Vương) đã xuất quân tấn công Tiểu Cao Câu Ly từ cuối năm 818. Quân Tiểu Cao Câu Ly ngăn cản được bước tiến quân của quân đội Bột Hải.
Năm 819, vua Bột Hải Tuyên Vương mở chiến dịch chinh phục vương quốc Tiểu Cao Câu Ly tại Liêu Đông. Quân đội Bột Hải của Bột Hải Tuyên Vương chiếm nhiều thành trì ở đông nam của Tiểu Cao Câu Ly rồi sáp nhập vào Nam Hải phủ và Áp Lục phủ của vương quốc Bột Hải.
Vương quốc Bột Hải đã chấm dứt sự tồn tại của Tiểu Cao Câu Ly vào năm 820 và kiểm soát Liêu Đông. Thành Bình Nhưỡng của Tiểu Cao Câu Ly trở thành thành trì của Bột Hải. 
Bộ sách "Mãn Châu Nguyên Lưu Khảo" (满洲源流考) cung cấp các ghi chép cho thấy vương quốc Bột Hải đã chiếm thành Bisa ở mũi phía nam của Bán đảo Liêu Đông. "Liêu sử" ghi lại rằng vương quốc Bột Hải đã thành lập các tỉnh tại  các thành Sin, thành Gaemo, thành Baegam, thành Yodong và thành Ansi ở Liêu Đông, cũng như một phần đáng kể của khu vực Liêu Tây. 
Bột Hải Tuyên Vương lấy lãnh thổ Tiểu Cao Câu Ly vừa chiếm được lập ra phủ Yodong (Liaodong, Liêu Đông) - phủ thứ 19 của vương quốc Bột Hải. Thủ phủ của Liêu Đông phủ này là Liêu Đông thành (nay là Bạch Tháp, Liêu Ninh, Trung Quốc) của vương quốc Bột Hải.
Tuy nhiên cũng có người cho rằng Bột Hải sau đó chỉ chiếm đóng Liêu Đông, còn con cháu của Cao Đức Vũ di chuyển đến phía tây của Liêu Tây rồi bị nhà Đường (đời vua Đường Mục Tông) tiêu diệt cùng năm 820. Tiểu Cao Câu Ly này tồn tại được 121 năm, không rõ trải qua bao nhiêu đời vua.